# Ranunculus luoergaiensis
Ranunculus luoergaiensis L. Liou – gatunek rośliny z rodziny jaskrowatych (Ranunculaceae Juss.). Występuje endemicznie w Chinach, w północno-zachodniej części Syczuanu. 

## Morfologia
PokrójBylina o lekko owłosionych pędach. Dorasta do 15 cm wysokości.
LiścieSą trójdzielne. Mają pięciokątny kształt. Mierzą 1–1,5 cm długości oraz 1,5 cm szerokości. Nasada liścia ma prawie ucięty kształt. Ogonek liściowy jest lekko owłosiony i ma 3,5–5,5 cm długości.
KwiatySą pojedyncze. Pojawiają się na szczytach pędów. Mają żółtą barwę. Dorastają do 16 mm średnicy. Mają 5 owalnych i czarnopurpurowych działek kielicha, które dorastają do 6 mm długości. Mają od 6 do 8 owalnych lub podłużnie lancetowatych płatków o długości 9 mm.
OwoceNagie niełupki o odwrotnie jajowatym kształcie i długości 1–2 mm. Tworzą owoc zbiorowy – wieloniełupkę o jajowatym kształcie i dorastającą do 7 mm długości.

## Biologia i ekologia
Rośnie na łąkach. Występuje na obszarze górskim na wysokości około 4300 m n.p.m. Kwitnie od lipca do sierpnia. 